# Äther (Physik)

Einige Äthervorstellungen implizieren einen jahreszeitlich wechselnden Ätherwind

Der Äther (altgriechisch αἰθήρ aithḗr, deutsch ‚der (blaue) Himmel‘) ist eine hypothetische Substanz, die im ausgehenden 17. Jahrhundert als Medium für die Ausbreitung von Licht postuliert wurde. Später wurde das Konzept aus der Optik auch auf Elektrodynamik und Gravitation übertragen, vor allem um auf Fernwirkung basierende Annahmen zu vermeiden. Allgemein wurde der Äther als der Träger aller physikalischen Vorgänge angesehen.
Die Idee eines Äthers konnte experimentell nicht bestätigt werden. So konnten die Maxwellschen Gleichungen niemals vollständig in Übereinstimmung mit den mechanischen Äthermodellen gebracht werden. Ebenso musste der Äther einerseits als materieller Festkörper definiert werden, andererseits sollte sein Widerstand gegenüber der Bewegung der Himmelskörper unmerklich gering sein. Die Existenz sowohl eines ruhenden als auch die eines mitgeführten Äthers wurden durch Experimente und Beobachtungen widerlegt: Der ruhende Äther wurde durch das Michelson-Morley-Experiment widerlegt, und eine Äthermitführung widersprach der Aberration des Lichtes. Diverse Hilfshypothesen, die eingeführt wurden, um das Konzept zu retten, widersprachen sich selbst und erschienen zudem als willkürlich.
Ein Äther spielt also bei den beobachtbaren physikalischen Phänomenen keine Rolle. Ein Alternativkonzept, in dem ein mit einem Bewegungszustand verbundenes Medium nicht benötigt wird, wurde mit der speziellen Relativitätstheorie geschaffen. Mit ihrer Hilfe ließ sich die Ausbreitung elektromagnetischer Wellen erstmals widerspruchsfrei beschreiben; für weitere Gründe und Motivationen siehe den Hauptartikel Geschichte der speziellen Relativitätstheorie. Die relativistische Elektrodynamik wurde inzwischen mit der Quantenmechanik verschmolzen; die resultierende relativistische Quantenelektrodynamik benötigt ebenfalls kein Trägermedium für die Wellen.

## Frühe Entwicklung der Lichtäther-Vorstellung

### Platon und Aristoteles
Der Begriff des Äthers wurde bereits in der Antike durch  Platon in Timaios (59d) mit dem Namen der griechischen Gottheit Aither (altgriechisch Αἰθήρ, deutsch ‚Helligkeit‘) als „reinste Gattung der Luft“ gleichgesetzt. Später wurde er dem Dodekaeder der Platonischen Körpern zugeordnet, der den Kosmos repräsentiert. Aristoteles fügte den Äther den vier Elementen (Feuer, Luft, Wasser, Erde) als fünftes Element (Quintessenz) hinzu, das als „fünftes Seiendes“ alle Elemente durchdringt und „als vermittelndes Medium den Kosmos durchströmt“. Die Aristotelische Elementenlehre nahm ihn als masselose, unveränderliche, ewige Substanz jenseits der Mondsphäre und als Medium für die gleichmäßigen Kreisbewegungen der Gestirne an.

### Descartes, Hooke, Huygens
In der Neuzeit ging René Descartes von folgenden philosophischen Erwägungen aus: Materie ist einzig durch Ausdehnung charakterisiert und umgekehrt existiert auch keinerlei Ausdehnung ohne Materie. Daraus folgt, dass der gesamte „leere“ Raum mit Materie ausgefüllt sein muss. Dies verband er mit der Vorstellung, dass alle Prozesse durch direkte Kontakte dieser Materie, d. h. als Nahwirkungen in Form von Bewegung und Druck aufgefasst werden müssen. Er benutzte diese Vorstellung 1637 in seiner Theorie über die Natur des Lichts, indem er kugelförmige Lichtteilchen postulierte, wobei der von diesen eng aneinander gepressten Teilchen ausgeübte statische Druck als Licht zu verstehen ist. Es gelang ihm dabei (wie vor ihm Willebrord van Roijen Snell 1621), die Brechungsgesetze zu entdecken.
Nach Descartes war es zu heftigen Diskussionen gekommen, ob ein leerer Raum denkbar sei. Blaise Pascal bemerkte hierzu: „Eher erträgt die Natur ihren Untergang als den kleinsten leeren Raum.“ Pascal kritisierte damit das Postulat von Zeitgenossen, sie hätten über Verkleinerung des Luftdrucks ein völliges Vakuum erzeugen können. Er bezog sich damit insbesondere auf Evangelista Torricellis Annahme, einen leeren Raum erzeugt zu haben. Pascal verwies darauf, dass das Fehlen von Luft nicht automatisch identisch mit einer völligen Leere des Raums sei.
Im Gegensatz zu Descartes’ Idee eines statischen Drucks ging Robert Hooke 1665 von einem „homogenen Medium“ aus, in dem sich Licht in Form von Pulsen und Vibrationen geradlinig und mit gleichmäßiger Geschwindigkeit in alle Richtungen ausbreitet. Jeder Lichtpuls kann als eine immer größer werdende Sphäre betrachtet werden, analog zur Ausbreitung der Wellen auf der Wasseroberfläche. Das bedeutet, es findet kein Materietransport statt, vielmehr wird lediglich die Information über den Bewegungszustand übermittelt. Die unterschiedlichen Bereiche der Pulse würden bei dem Übergang von einem Medium ins andere unterschiedliche Geschwindigkeiten haben, womit Hooke Descartes’ Erklärung der Brechung ersetzte. Seine Theorie bedeutete zwar im Vergleich zu Descartes einen großen Fortschritt, aber da er noch nicht über die Begrifflichkeiten der Wellenlehre verfügte, konnte auch er nicht alle Gesetze der Brechung und Reflexion vollständig erklären. Auch seine damit zusammenhängende Theorie der Farben wurde bald von Newton widerlegt.
Christiaan Huygens schließlich formulierte 1678–1690 die erste vollständige Wellentheorie des Lichtes; sein Lichtäther durchdrang nach seiner Vorstellung die feste Materie ebenso wie den leeren Raum des Weltalls. Indem er eine systematische Beschreibung und Erklärung der Wellenphänomene entwarf, konnte er eine elegante Erklärung für die Reflexion und Brechung geben. Dies wurde als wichtiges Argument für die Wellentheorie und somit für den Äther angesehen.

### Newtons Kritik
Isaac Newton kritisierte, dass die Partikeltheorie nicht die Polarisation des Lichtes erklären könne. Trotzdem ging er davon aus, dass Licht aus Partikeln oder Korpuskeln besteht, um die geradlinige Ausbreitung und Reflexionserscheinungen mechanisch interpretieren zu können, wobei er keine speziellen Aussagen über die Natur dieser Korpuskel traf. Newton konnte mit diesem Modell die Lichtbrechung und Beugungserscheinungen nur unbefriedigend erklären. Deswegen behielt er zwar in seinem einflussreichen Werk Opticks (1704) die Korpuskularauffassung des Lichtes bei, kombinierte diese aber mit einem Äther, welcher für die Wärmeübertragung verantwortlich sein sollte. Dieses Medium soll in der Nähe der Materie etwas an Dichte verlieren; durch Wechselwirkung der Korpuskel mit diesem Medium wird einerseits Wärme erzeugt, und andererseits entstehen Effekte wie Beugung und Brechung. Er schrieb:

„Wird nicht die Wärme eines Raumes durch die Schwingungen eines viel feineren Mediums im Vakuum transportiert, das nach Evakuierung der Luft im Vakuum verbleibt? Und ist dieses Medium nicht dasselbe wie jenes, durch das Licht gebrochen und reflektiert wird und durch dessen Schwingungen das Licht Wärme zu Körpern überträgt und dabei in Zustände leichter Reflexion und Weiterleitung versetzt wird?“

Obwohl Newton im zweiten Buch seines Hauptwerks Principia Mathematica alle (stets auf einer Ätherhypothese beruhenden) Wirbeltheorien zur Erklärung der Planetenbewegungen widerlegt hatte – eine damals weitgehend anerkannte Hypothese war 1644 von Descartes veröffentlicht worden –, verwarf er den Äther nie endgültig, sondern bekannte – letztmals 1704 – in Opticks lediglich:

„Denn was der Äther ist, weiß ich nicht.“

## Lichtäther als Festkörper
Von Ausnahmen wie Benjamin Franklin und Leonhard Euler abgesehen, wurde aufgrund der großen Autorität Newtons die Korpuskeltheorie von den meisten damaligen Physikern bevorzugt. Dies wurde vor allem durch James Bradleys Entdeckung (1728) der Aberration des Lichts bestätigt, welche besonders einfach mit der Teilchennatur in Verbindung gebracht werden konnte.
Erst 1800 bis 1804 konnte Thomas Young der Wellentheorie zum Durchbruch verhelfen. Young konnte als erster nachweisen, dass die Wellentheorie des Lichts manche Phänomene erklären konnte, die nicht mit der Korpuskeltheorie Newtons in Einklang zu bringen waren. So erklärte er z. B. die Newtonschen Ringe durch das Prinzip der Interferenz und führte als erster das Doppelspaltexperiment durch, dessen Ergebnis eindeutig für die Wellennatur des Lichts und somit für die Existenz des Äthers sprach. Auch Young war nicht in der Lage, den Effekt der Polarisation mit dem Wellenmodell zu vereinbaren. 1817 löste er auch dieses Problem, indem er annahm, dass Lichtwellen sich wie Transversalwellen verhalten – das war ungewöhnlich, da man sich in Analogie zum Schall die Lichtwellen als Longitudinalwellen vorgestellt hatte.
Augustin Jean Fresnel war es schließlich, der eine ausgearbeitete und vielfach bis zur heutigen Zeit gültige Theorie der optischen Erscheinungen auf Basis des Lichtäthers gab. Er leitete sie in der Zeit von 1816 bis 1819 nach dem Vorbild der Mechanik aus Eigenschaften des Äthers ab. Nach seiner Theorie verhält sich der Äther gegenüber Transversalwellen wie ein elastischer Festkörper. Das bedeutet, im leeren Raum ist der Äther in Ruhe und das Licht breitet sich in alle Richtungen gleich schnell aus.
Die Theorien des elastischen Äthers (in unterschiedlichen Ausprägungen) wurde u. a. von Claude Louis Marie Henri Navier (1827), Augustin Louis Cauchy (1828), Siméon Denis Poisson (1828), James MacCullagh (1837), Franz Ernst Neumann (1837), George Green (1838) fortgeführt. Einerseits waren diese Modelle bei der Entwicklung der Theorie der Festkörper sehr hilfreich und nützlich, andererseits aber gab es auch viele teilweise (aus heutiger Sicht) fantastische Hypothesen über die mechanische Ätherkonstitution.
Beispielsweise beruhte MacCullaghs Äthermodell von 1839 auf mechanischen Verdrehungen gegen den absoluten Raum in einem elastischen Festkörper und ergab Bewegungsgleichungen, die in ihrer Form genau den damals noch unbekannten Maxwellgleichungen entsprechen. Trotz dieser erstaunlichen Übereinstimmung musste das Modell wegen verschiedener Widersprüche bei der Erklärung optischer Erscheinungen verworfen werden. Erst 40 Jahre später wies George Francis FitzGerald dann darauf hin, dass MacCullogh mit seinen 1839 vorgestellten Gleichungen die 1864 veröffentlichten Maxwellgleichungen in gewissem Sinne vorwegnahm.

## Elektromagnetischer Äther
Nachdem im 16. und 17. Jahrhundert diverse Ätherdruckmodelle zur Erklärung von Magnetismus und Elektrizität entwickelt worden waren, führte der Siegeszug der newtonschen Gravitationstheorie dazu, dass auch für diese Phänomene eine Fernwirkung ohne Äther vorausgesetzt wurde. Es entstanden so die wichtigen Theorien von Charles Augustin de Coulomb und André-Marie Ampère. Dabei wurde bereits von Wilhelm Eduard Weber (1856) und anderen bemerkt, dass die Lichtgeschwindigkeit innerhalb des Elektromagnetismus eine bedeutende Rolle spielt.

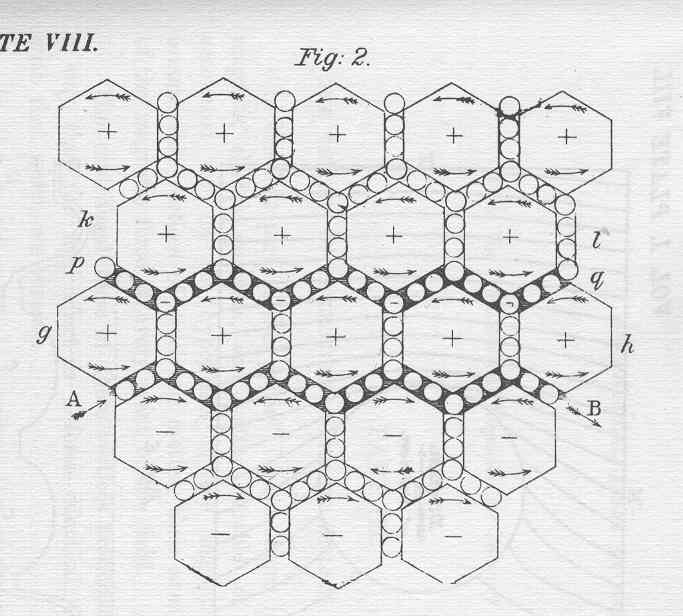
Theorie der Molekularwirbel des Äthers nach James Clerk Maxwell: AB bedeutet einen elektrischen Strom von A nach B, die kleinen Kreise stellen elektrische Teilchen dar, die großen Räume dazwischen sind die Molekularwirbel.

Eine Interpretation dieses Zusammenhangs gelang dann zuerst Michael Faraday. Dieser schloss, dass es Kraftlinien im Äther gibt, welche die elektromagnetischen Wirkungen mit endlicher Geschwindigkeit übermitteln. Durch die Maxwellschen Gleichungen, die James Clerk Maxwell 1861 bis 1864 entwickelt hatte, konnte schließlich die Vereinigung der Optik und Elektrodynamik erreicht werden. Der Äther wurde dadurch zum Träger aller elektromagnetischen Phänomene einschließlich der Optik, von dessen Wirksamkeit Maxwell fest überzeugt war. In dem von ihm verfassten Eintrag in der Encyclopædia Britannica stellt er am Ende zusammenfassend fest:

“Whatever difficulties we may have in forming a consistent idea of the constitution of the aether, there can be no doubt that the interplanetary and interstellar spaces are not empty, but are occupied by a material substance or body, which is certainly the largest, and probably the most uniform body of which we have any knowledge.”

„Welche Schwierigkeiten wir auch haben, eine konsistente Vorstellung der Beschaffenheit des Äthers zu entwickeln: Es kann keinen Zweifel geben, dass der interplanetarische und interstellare Raum nicht leer ist, sondern dass beide von einer materiellen Substanz erfüllt sind, die gewiss die umfangreichste und vermutlich einheitlichste Materie ist, von der wir wissen.“

Das Bindeglied zwischen den elektrodynamischen und optischen Phänomenen war die Lichtgeschwindigkeit, welche als Grenzgeschwindigkeit relativ zum Äther galt. Maxwell selbst und andere formulierten mehrere mechanische Äthermodelle, wie z. B. das weithin diskutierte Modell der Molekularwirbel von Maxwell (Bild rechts). Damit konnten, wie auch Maxwell selbst feststellte, nur Teilaspekte erklärt werden, denn diese Modelle widersprachen sich häufig gegenseitig – was feststand, waren die mathematischen Ergebnisse, die in Maxwells Gleichungen kulminierten.
Neben Maxwell stellten auch andere Forscher diverse Modelle auf. Besonders bekannt waren solche, bei denen Wirbel zur Darstellung molekularer und elektromagnetischer Effekte benutzt wurden. Hermann von Helmholtz (1858) zeigte, dass Wirbelringe in einem perfekten Fluid unzerstörbar sind. Kelvin (1867) entwarf daraufhin eine Theorie, bei der die Atome der Materie eben solche Wirbel seien. Die Wechselwirkungen der Materie sind dann vergleichbar mit dem Zusammenspiel von Rauchringen, welche immer neue Verbindungen eingehen. Aber auch diese Theorie musste verworfen werden, da die Verbindungen nicht stabil bleiben konnten. Eine andere Variante war Kelvins Vortex-Sponge-Theorie, bei der in gewissen Abschnitten des Äthers sowohl rotierende als auch rotationsfreie Teile zusammenwirken. Man kam auch hier nicht über Analogien hinaus, sodass es letztlich nicht gelang, eine einheitliche mechanische Äthertheorie zu erstellen, welche das gesamte elektromagnetische Feld und die Materie erklärt.
Während britische Forscher relativ schnell die Theorie Maxwells übernahmen und weiterentwickelten (wie Joseph John Thomson, Oliver Heaviside, George Francis FitzGerald, John Henry Poynting, Joseph Larmor), verblieb man im deutschsprachigen Raum bei Fernwirkungstheorien im Sinne Webers und Neumanns. Das änderte sich erst 1888, als Heinrich Hertz die von Maxwell vorausgesagte endliche Ausbreitungsgeschwindigkeit der elektromagnetischen Kräfte direkt nachwies. Er brachte die zeitgenössische Ansicht über den Äther auf den Punkt:

„Nehmt aus der Welt die Elektrizität, und das Licht verschwindet; nehmt aus der Welt den lichttragenden Äther, und die elektrischen und magnetischen Kräfte können nicht mehr den Raum überschreiten.“

Hertz entwickelte dabei zwischen 1887 und 1890 seine Elektrodynamik bewegter Körper. Vor bzw. gleichzeitig mit Hertz war eine ähnliche Theorie auch von Oliver Heaviside entwickelt worden. Wichtig war dabei die Formulierung der Maxwellschen Gleichungen, welche Hertz seiner Theorie als Postulat zugrunde gelegt hatte, und die später in der Form der „Maxwell-Hertzschen Gleichungen“ großen Einfluss hatten – wobei die Gleichungen ihre moderne Form schließlich durch Heaviside erhielten.
Die Modelle gingen auch in die Biophysik über, so in Mesmers Annahme eines Animalischen Magnetismus (Mesmerismus).

## Probleme der Äthertheorien

### Widerstand
Ein grundlegendes Problem der Äthertheorien war, dass ein mechanischer Äther einem bewegten Körper einen Widerstand in Bewegungsrichtung entgegensetzen müsste. Um dieses Problem zu lösen, schlug George Gabriel Stokes (1845) vor, dass sich der Äther ähnlich wie Pech verhalte: Dieses zerspringt, wenn mit einem Hammer sehr schnell darauf geschlagen wird. Ein schweres Gewicht hingegen sinkt wie bei einer zähen Flüssigkeit ein. Dadurch wäre es erklärbar, dass bei Schwingungen wie denen des Lichts der Äther sich wie ein elastischer Festkörper verhält, und bei massiven, langsamen Objekten wie den Planeten wie eine Flüssigkeit. Zwischenzeitlich hatten Untersuchungen zur Äthertheorie zu der Annahme geführt, dass der Ätherstoff etwa 1,5 · 1011 mal leichter sein müsse als atmosphärische Luft.
Andere Physiker waren radikaler: Sie nahmen an, dass der Äther die Ur-Materie sei und die sichtbare Materie nur eine Anregungsform des Äther darstelle. In Analogie zu Vibrationen, welche sich mit konstanter Geschwindigkeit durch ein Medium fortpflanzen – das Problem des Widerstandes würde sich hierbei nicht mehr stellen.
Einige Beispiele: Laut William Thomson, 1. Baron Kelvin, ist der Äther eine Flüssigkeit, und Materie kann als Wirbel aufgefasst werden, der sich im Äther fortpflanzt. Nach Lorentz ist Materie bloß eine „Modifikation“ des Äthers, nach Joseph Larmor ist sie als Torsion des Äthers aufzufassen, und Paul Langevin definiert sie als bloße Verflüssigung des Äthers, wobei sich diese Stellen der Verflüssigung weiterbewegen und der Äther sich hinter ihnen wieder verfestigt.

### Relativbewegung zwischen Äther und Materie

Laut Young kann die Aberration im Rahmen der Äthertheorie nur erklärt werden, wenn der Äther unbeweglich ist.
Links: Aberration bei ruhendem Äther
Rechts: Keine Aberration bei vollständiger Äthermitführung
(schwarze Linien: Fernrohr)

Es stellte sich nun die Frage der relativen Bewegung zwischen Materie und Äther. Die Aberration des Lichtes sprach laut Young und Fresnel für die Annahme eines ruhenden bzw. von der Materie unbeeinflussten Äthers und widersprach der vollständigen Äthermitführung durch die Materie.

#### Ruhender Äther
Obige Erklärung der Aberration mittels ruhendem Äther funktioniert allerdings nur, wenn Licht sich auch im Äther wie ein Teilchen verhält. Da das Licht als Welle betrachtet wurde, ergab sich folgendes Problem: Aufgrund der Bewegung der Erde durch den ruhenden Äther findet keine Ablenkung der Wellenebenen statt – das heißt, die Lage der Wellenfront verändert sich nicht und es gibt keine Aberration. Das Problem kann gelöst werden, wenn der aus der elektromagnetischen Lichttheorie folgende Poynting-Vektor berücksichtigt wird, der die Richtung des Energietransports bzw. der Strahlenbahnen in den Wellen angibt. Diese Richtung ist von der Relativbewegung von Quelle und Beobachter abhängig und ergibt folglich die Aberration. Eine einfachere Erklärung (welche auf Fresnel zurückgeht) ergibt sich, wenn berücksichtigt wird, dass es beim Eintritt in das Objektiv zur Interferenz kommt und bestimmte Wellengruppen aus der Wellenfront „ausgeschnitten“ werden. Da sich Wellengruppen analog zu Teilchen verhalten, ergibt sich auch daraus die entsprechende Aberration.
Bereits 1810 überprüfte François Arago experimentell die Möglichkeit eines Einflusses der Bewegung eines Prismas auf die Brechung des Lichtes, was zu einem veränderten Aberrationswinkel führen sollte, doch das Ergebnis war negativ.
Fresnel (1818) erklärte das Ergebnis nun mit der Annahme, dass die Lichtgeschwindigkeit in den Körpern durch teilweise Mitführung des Äthers modifiziert werde. Diese Mitführung entstehe dadurch, dass in den Körpern der Äther zusammengedrückt und deshalb etwas dichter sei, wobei genau dieser Überschuss an Ätherdichte – mit Ausnahme des Bereichs der normalen Dichte – von den Körpern mitgeführt werde. Der Mitführungskoeffizient (wo {\displaystyle v} die Geschwindigkeit des Mediums und n der Brechungsindex ist) ergibt sich mit {\displaystyle \phi =(1-1/n^{2})v}.
Eine genaue Bestätigung des Mitführungskoeffizienten wurde durch das Fizeau-Experiment von Hippolyte Fizeau (1851) ermöglicht. Er verwendete eine Interferometer-Anordnung, bei der die Lichtgeschwindigkeit im Wasser gemessen wurde. Fizeaus Ergebnis wurde in noch genauerer Form von Michelson und Morley (1886) bestätigt.
Die Schwäche der Erklärung Fresnels bestand darin, dass aufgrund der Abhängigkeit von der Ätherdichte auch eine Abhängigkeit des Koeffizienten von der Farbe bzw. Frequenz vorliegen sollte – was nicht stimmen konnte. So wurden zwar Fresnels Formel und die grundlegende Idee eines ruhenden Äthers von vielen akzeptiert, aber die genauen Prozesse im Äther, welche die teilweise Mitführung ergaben, blieben ungeklärt bzw. konnten nur sehr spekulativ behandelt werden. Fresnels Theorie konnte später aufgrund verschiedener Experimente, die Größen zweiter Ordnung zu v/c enthielten, zwar nicht aufrechterhalten werden, jedoch bildete sie die Basis der Theorie des ruhenden Äthers, welche Lorentz 1892–1895 aufstellte (siehe Abschnitt „Lorentzsche Äthertheorie“).

#### Vollständige Äthermitführung
Für George Gabriel Stokes (1845) und später auch Hertz (1890) war die Vorstellung eines Äthers, welcher von der Bewegung der Materie kaum oder gar nicht beeinflusst wurde, sehr unnatürlich. Ebenfalls von einem elastischen Äther ausgehend vertrat Stokes daher die Idee einer vollständigen Mitführung des Äthers innerhalb und – mit der Entfernung abnehmend – auch außerhalb der Körper.
Um dieselben Effekte wie Fresnel für die Erklärung der Aberration des Lichtes und des Fresnelschen Mitführungskoeffizienten zu erhalten, musste Stokes komplizierte Zusatzhypothesen einführen.
Das Hauptproblem war dabei die Aberration des Lichtes: Während Young und Fresnel den Effekt aus den fundamentalen Annahmen von beinahe ruhendem Äther mit einem geringen Mitführungskoeffizienten ableiten konnten (Bild oben, links), schien dies bei einem vollständig mitgeführten Äther ausgeschlossen. Denn hier tritt an der Oberfläche der Erde, bzw. innerhalb eines Teleskops, keine Relativbewegung zwischen Erde und Äther auf, und folglich gibt es auch keinen Grund für eine Aberration des Lichtes (Bild oben, rechts). Stokes musste daher annehmen, dass der Äther inkompressibel und bei vollständiger Mitführung an der Erdoberfläche trotzdem rotationsfrei sei. Diese Umstände würden nun zu einer Brechung des Lichts im mitgeführten Äther führen, welche den Effekt der Aberration reproduzieren könnte. Für den Fresnelschen Mitführungskoeffizienten und somit die Erklärung des Arago-Experiments (und später des Fizeau-Experiments) nahm er an, dass zwar der gesamte Äther mitgeführt wird, aber die Geschwindigkeit des Äthers im Körper etwas modifiziert wird.
Doch Lorentz (1886) konnte zeigen, dass Stokes’ Annahmen zur Aberration sich selbst und den mechanischen Gesetzen widersprechen: alle Bedingungen können nicht gleichzeitig erfüllt sein. Aufgrund der Widersprüchlichkeit und Künstlichkeit dieser Hypothesen konnte sich Stokes’ Theorie gegenüber Fresnels erfolgreicher Theorie nicht durchsetzen.

### Nullresultate der Ätherwind-Experimente

#### Experimente erster Ordnung
Fresnels Mitführungkoeffizient hatte zur Folge, dass bei Ätherdrift-Experimenten, d. h. bei Versuchen die Relativgeschwindigkeit der Erde und des Äthers zu bestimmen, keine positiven Resultate in der Größenordnung von {\displaystyle v/c} zu erwarten waren, wobei v die Relativgeschwindigkeit Erde-Äther und c die Lichtgeschwindigkeit ist. Dies wurde durch folgende Experimente bestätigt, wobei die folgende Liste auf der Beschreibung Wilhelm Wiens (1898) beruht, mit Veränderungen und weiteren Experimenten gemäß den Beschreibungen von Edmund Taylor Whittaker (1910) und Jakob Laub (1910):
- Das Experiment Aragos (1810), das nachweisen sollte, ob die Brechung, und somit die Aberration des Lichts der Fixsterne, durch die Erdbewegung beeinflusst wird. Ähnliche Versuche wurden u. a. von George Biddell Airy (1871) mittels eines mit Wasser gefüllten Teleskops, und Eleuthère Mascart (1872) angestellt, die ebenfalls keinen Einfluss feststellen konnten.[E 1][E 4][E 5]
- Das Experiment von Fizeau (1860) sollte untersuchen, ob die Drehung der Polarisationsebene durch Glassäulen von der Erdbewegung verändert wird. Er erhielt ein positives Ergebnis, doch konnte Lorentz zeigen, dass die Ergebnisse in sich widersprüchlich waren. DeWitt Bristol Brace (1904) und Straßer (1907) wiederholten den Versuch mit größerer Genauigkeit und stellten tatsächlich ein negatives Ergebnis fest.[E 6][E 7][E 8]
- Das Experiment von Martin Hoek (1868): Es handelt sich hier um eine genauere Variante des Fizeau-Experiments, wo zwei Lichtstrahlen auf entgegengesetzten, rechteckigen Wegen gesendet werden, wobei sich in einem Arm der Versuchsanordnung ruhendes Wasser befindet. Auch hier ergibt sich aus dem Fresnelschen Mitführungskoeffizient ein negatives Ergebnis.[E 9]
- Das Experiment von Wilhelm Klinkerfues (1870) sollte untersuchen, ob ein Einfluss der Erdbewegung auf die Absorptionslinie des Natriumdampfes besteht. Tatsächlich konnte er ein positives Ergebnis erzielen. Doch es handelte sich offensichtlich um Beobachtungsfehler, denn eine Wiederholung des Versuchs durch Haga (1901) ergab ein negatives Resultat.[E 10][E 11]
- Im Experiment von Ketteler (1872) wurden durch zwei mit Wasser gefüllte, gegeneinander geneigte Röhren die beiden Strahlen eines Interferometers in entgegengesetzte Richtungen geschickt. Es zeigte sich keine Veränderung der Interferenzstreifen. Und Mascart (1874) konnte zeigen, dass die Interferenzstreifen von polarisiertem Licht in Kalkspatplatten ebenfalls unbeeinflusst blieben.[E 12][E 13]
- Das Experiment von Eleuthère Mascart (1872) zum Nachweis die Drehung der Polarisationsebene im Quarz, zeigte keine Veränderung der Drehung, wenn die Lichtstrahlen einmal die Richtung der Erdbewegung, dann die entgegengesetzte Richtung hatten. John William Strutt, 3. Baron Rayleigh, führte 1902 ähnliche Experimente mit deutlich höherer Genauigkeit durch, und erhielt ebenfalls ein negatives Resultat.[E 5][E 13][E 14]

Daneben wurden auch elektrodynamische Experimente erster Ordnung durchgeführt. Die negativen Ergebnisse folgender Versuche können mit Lorentz’ Theorie des ruhenden Äthers erklärt werden:
- Das Experiment von Wilhelm Conrad Röntgen (1888) sollte nachweisen, ob ein geladener Kondensator aufgrund der Erdbewegung magnetische Kräfte erzeugt.[E 15]
- Das Experiment von Theodor des Coudres (1889) sollte feststellen, ob die Induktionswirkung von zwei Drahtrollen auf eine dritte durch die Richtung der Erdbewegung beeinflusst wird. Lorentz zeigte, dass dieser Effekt höchstens zweiter Ordnung ist, da die aufgrund der Erdbewegung entstandene elektrostatische Ladung auf den Stromleitern die Wirkung erster Ordnung aufhebt.[E 16]
- Das Experiment von Frederick Thomas Trouton (1902). Hier wurde ein Kondensator so platziert, dass seine Platten parallel zur Erdbewegung sind. Das negative Resultat wird aufgrund des aus der Lorentzschen Theorie folgenden elektromagnetischen Impulses erklärbar.[E 17]
- Das Experiment von Königsberger (1905). Die Platten eines Kondensators befinden sich im Feld eines starken Elektromagneten. Aufgrund der Erdbewegung im Äther sollten die Platten Ladungen erhalten, was nicht beobachtet wurde.[E 18]

#### Experimente zweiter Ordnung
In Experimenten, die Effekte in der Größenordnung von {\displaystyle v^{2}/c^{2}} hätten zeigen können, sollte es gemäß den Theorien von Fresnel und Lorentz unbedingt zu positiven Resultaten kommen. Das Michelson-Morley-Experiment (1887) war das erste Experiment dieser Art. Es ergab, dass die Geschwindigkeit der Erde an der Erdoberfläche relativ zum vermuteten Äther nahe null ist, dass also der Äther, falls vorhanden, vollständig mitgeführt wird. Das Ergebnis entsprach etwa 5–8 km/s, was angesichts der erwarteten Geschwindigkeit von 30 km/s nicht als Ätherwind interpretiert werden konnte. Darüber hinaus legen diverse kosmische Geschwindigkeiten (Drehung der Milchstraße, Relativbewegung zum Ruhesystem der kosmischen Mikrowellenstrahlung) eine Geschwindigkeit von ca. 368 km/s nahe, was die Geringfügigkeit des Ergebnisses noch klarer aufzeigt. Weitere, bis heute durchgeführte Wiederholungen mit Lasern und Masern haben tatsächlich vollständige Nullresultate gebracht. Ausnahmen wie die Experimente von Dayton Miller (ca. 8–10 km/s) konnten nicht bestätigt werden, wobei auch diverse Fehlerquellen in Millers Experiment aufgezeigt werden konnten (siehe Michelson-Morley-Experiment#Weitere Experimente). Weitere Experimente, die Größen zweiter Ordnung feststellen konnten, waren das Trouton-Noble-Experiment (1902), die Experimente von Rayleigh und Brace (1904), das Trouton-Rankine-Experiment (1908), und das Kennedy-Thorndike-Experiment (1932). Auch diese lieferten allesamt Nullresultate.
Die Ergebnisse der Experimente zweiter Ordnung waren aus damaliger Sicht sehr seltsam, denn sie waren nur mit Stokes’ Theorie verträglich – doch Lorentz hatte 1886 Stokes’ Fehler aufgezeigt. Andererseits war Fresnels Mitführungskoeffizient und somit die Theorie des ruhenden Äthers durch die Experimente erster Ordnung sehr genau bestätigt worden, im direkten Widerspruch zum Ergebnis des MM-Versuchs.

#### Modifikation von Stokes’ Theorie
Die Interferenzexperimente von Oliver Lodge (1893, 1897) und Ludwig Zehnder (1895) hatten ergeben, dass der Äther durch die Bewegung verschiedener Massen nicht mitgeführt wird. Lodge benutzte dabei rotierende Scheiben und konnte beobachten, dass zwischen den Scheiben keine Beeinflussung des Interferenzmusters auftrat.
(Später konnte durch das Hammar-Experiment (1935) eine noch größere Genauigkeit erzielt werden. Hier war ein Arm mit einer Bleihülle umgeben, während der andere frei war. Das Ergebnis war auch hier negativ.)
Um diese Probleme zu umgehen, sollte gemäß Theodor des Coudres und Wilhelm Wien (1898) die Äthermitführung proportional der Masse bzw. der Gravitation der Körper erfolgen.
Bei großen Massen wie der Erde wäre die Mitführung daher vollständig, was die negativen Ergebnisse von auf der Erde ruhenden Experimentalanordnungen wie dem Michelson-Morley-Experiment (1887) erklärt hätte. Andererseits konnten auch die positiven Ergebnisse von auf der Erde bewegten Anordnungen erklärt werden, wie beim Fizeau-Experiment (1851) oder beim Sagnac-Effekt (1913), und auch die negativen Ergebnisse von Lodge etc., da in beiden Fällen die Gravitationswirkung der benutzten Instrumente nicht ausreicht, um den Äther ausreichend mitzuführen. Aber auch hier ergaben sich die gleichen Aberrationsprobleme wie bei Stokes. Trotzdem versuchte Max Planck (1899) diese Idee mit der Annahme zu retten, dass durch die Gravitation eine Kondensation des Äthers in Erdnähe stattfinden könnte, sodass der Äther ähnliche Eigenschaften erhält, wie sie Stokes für seine Theorie benötigt („Stokes-Planck-Theorie“). Lorentz (1899) verwies darauf, dass gemäß dieser Annahme selbst eine 50.000fache Verdichtung des Äthers keinen nennenswerten Einfluss auf die elektromagnetischen Erscheinungen habe – was äußerst unwahrscheinlich ist.
Wie später Georg Joos (1934) ausführte, widerspricht eine vollständige Mitführung durch die Erde dem positiven Ergebnis des Michelson-Gale-Pearson-Experiments (1925), das eine Variante der Sagnac-Experimente darstellt.
Hier wurde versucht, die Rotation der Erde selbst zu messen, d. h. im Gegensatz zu den üblichen Sagnac-Experimenten ruht die Anordnung auf der Erde; deshalb wäre bei einer vollständigen Mitführung ein positives Ergebnis nicht zu erwarten, denn es ist kaum denkbar, dass der Äther zwar von der Translation, aber nicht von der Rotation der Erde beeinflusst werden sollte.
Dieselben Probleme hatte auch Hertz’ „Elektrodynamik bewegter Körper“ (1889), die ebenfalls eine vollständige Äthermitführung beinhaltete. Dessen Theorie wurde darüber hinaus verworfen, weil sie nur bei im elektromagnetischen Feld bewegten Leitern korrekte Ergebnisse lieferte, aber nicht bei bewegten Isolatoren. Denn wie von Eichenwald (1903) und Wilson (1905) festgestellt wurde, entsprechen die Effekte bei bewegten Isolatoren nur einer partiellen dielektrischen Verschiebung, nicht einer vollständigen Verschiebung gemäß Stokes und Hertz.

## Vom Äther zur Relativitätstheorie
Aufgrund der negativen Ergebnisse der Experimente zweiter Ordnung, und da die Idee des vollständig mitgeführten Äthers zu vielen Schwierigkeiten ausgesetzt war, musste entweder Fresnels Theorie des (annähernd) ruhenden Äthers modifiziert werden oder der Äthergedanke verworfen werden. Letzteres wurde mit Ausnahmen wie Emil Cohn (1901) oder Alfred Bucherer (1903) kaum in Betracht gezogen, da eine Elektrodynamik ohne klassischen Äther für die meisten undenkbar schien. Deswegen behielt die überwiegende Mehrheit der Physiker den Äthergedanken bei. Auch Albert Einstein versuchte in jungen Jahren (1894/1895) den Äther in seine Überlegungen einzubeziehen. Diese Bemühungen mündeten 1905 darin, dass er den Äther verwarf.

### Lorentzscher Äther
Zwischen 1892 und 1906 entwickelten Hendrik Antoon Lorentz und Henri Poincaré eine Theorie, die Fresnels Äthertheorie mit den Maxwell-Gleichungen und der Elektronentheorie von Rudolf Clausius vereinte. Lorentz führte dafür eine strikte Trennung zwischen Materie (Elektronen) und Äther ein. In seinem Modell wird der Äther als völlig unbewegt angenommen. Bei dieser Variante eines abstrakten elektromagnetischen Äthers wird also auf eine mechanische Erklärung im Sinne der älteren Äthermodelle verzichtet. Max Born identifizierte den Lorentz-Äther dann mit dem absoluten Raum Isaac Newtons. Der Zustand dieses Äthers kann im Sinne der Maxwell-Lorentzschen Elektrodynamik durch das elektrische Feld E und das magnetische Feld H beschrieben werden, wobei diese Felder als von den Ladungen der Elektronen verursachte Anregungszustände bzw. Vibrationen im Äther aufgefasst wurden. Im Gegensatz zu Clausius, der annahm, dass die Elektronen durch Fernwirkung aufeinander wirken, tritt als Vermittler zwischen den Elektronen ebendieses elektromagnetische Feld des Äthers auf, in dem sich Wirkungen maximal mit Lichtgeschwindigkeit ausbreiten können. Lorentz konnte mit seiner Theorie beispielsweise den Zeeman-Effekt theoretisch erklären, wofür er 1902 den Nobelpreis erhielt. Erwähnt sei, dass Joseph Larmor gleichzeitig mit Lorentz eine ähnliche Elektronen- bzw. Äthertheorie entwarf, welche auf einem mechanischen Äther beruhte.
In der Lorentzschen Äthertheorie (wie auch in der Theorie von Larmor) wird der Widerspruch zum Michelson-Morley-Experiment über die Einführung von Lorentztransformationen aufgelöst. Dabei werden die Längenkontraktion und Zeitdilatation als Prozesse verstanden, denen relativ zu einem Äther bewegte Maßstäbe und Uhren unterworfen sind, während Raum und Zeit unverändert bleiben. Damit werden diese Effekte als asymmetrisch betrachtet, das heißt, bewegte Maßstäbe sind tatsächlich kürzer und Uhren gehen tatsächlich langsamer. Ein bewegter Beobachter schätzt ruhende Maßstäbe zwar in identischer Weise als kürzer und ruhende Uhren als langsamer ein. Diese Einschätzung wird als Täuschung interpretiert, da sie der bewegte Beobachter unter Verwendung verfälschter Maßstäbe und Uhren gewinnt. Die Symmetrie der Beobachtungen und damit die offensichtliche Gültigkeit des besonders von Poincaré hervorgehobenen, phänomenologischen Relativitätsprinzips wird als Folge einer eher zufälligen Symmetrie der zugrunde liegenden dynamischen Prozesse interpretiert. Sie verhindert die Möglichkeit, die eigene Geschwindigkeit relativ zum Äther zu bestimmen, und macht ihn damit zu einer prinzipiell unzugänglichen Größe in der Theorie.

### Spezielle Relativitätstheorie
In der speziellen Relativitätstheorie (SRT) gelang es Einstein, die Lorentztransformation und die anderen Teile der Theorie alleine aus der Annahme von zwei Prinzipien – dem Relativitätsprinzip und der Konstanz der Lichtgeschwindigkeit – abzuleiten. Diese Prinzipien wurden zum Teil auch von Poincaré und Lorentz verwendet. Leider erkannten sie nicht, dass die Theorien ausreichend sind, um ohne Benutzung eines Äthers oder irgendwelcher angenommener Eigenschaften der Materie eine geschlossene Theorie zu begründen. Genau dies ist aber eine der bedeutendsten Schlussfolgerungen Einsteins:

„Die Einführung eines »Lichtäthers« wird sich insofern als überflüssig erweisen, als nach der zu entwickelnden Auffassung weder ein mit besonderen Eigenschaften ausgestatteter »absoluter Raum« eingeführt, noch einem Punkte des leeren Raumes, in welchem elektromagnetische Prozesse stattfinden, ein Geschwindigkeitsvektor zugeordnet wird.“

In der SRT sind nun Längenkontraktion und Zeitdilatation eine Folge der Eigenschaften von Raum und Zeit und nicht von materiellen Maßstäben und Uhren. Die Symmetrie dieser Effekte ist daher kein Zufall, sondern eine Folge der Gleichwertigkeit der Beobachter, die als Relativitätsprinzip der Theorie zugrunde liegt. Alle Größen der Theorie sind experimentell zugänglich. Von diesen Prinzipien ausgehend konnte Einstein dann auch die Äquivalenz von Masse und Energie ableiten. Eine beträchtliche Erweiterung der Theorie bildete Hermann Minkowskis (1907) Ausarbeitung der von Poincaré (1906) vorgetragenen Idee eines vierdimensionalen Raumzeitkontinuums. Dies alles mündete später unter Einbeziehung weiterer Prinzipien in die Allgemeine Relativitätstheorie.
Wissenschaftshistoriker wie Robert Rynasiewicz oder Jürgen Renn sind zusätzlich der Meinung, dass Überlegungen zur Quantentheorie (wie sie von Planck (1900) und Einstein (1905) eingeführt wurde), ebenfalls eine Rolle bei der Verwerfung des Äthers spielten. Diese möglichen Zusammenhänge der 1905-Arbeiten von Einstein (Annus mirabilis) bezüglich Elektrodynamik bewegter Körper und der Lichtquantenhypothese wurden von Renn folgendermaßen beschrieben:

„S. 179: Einsteins Überlegungen zur Lichtquantenhypothese hatten aber auch umgekehrt weitreichende Folgen für seine Arbeit zur Elektrodynamik bewegter Körper, denn sie transformierte seine ursprünglichen versuchsweisen Überlegungen zu Abschaffung des Äthers in eine unumgängliche Voraussetzung für seine weitere Forschung.“

Diese Interpretation beruhte auf Analysen der 1905-Arbeiten, aus Briefen Einsteins, als auch einer Arbeit von 1909. Mehrere von Einstein 1905 entscheidend geprägte Hypothesen (Lichtquanten, Äquivalenz von Masse-Energie, Relativitätsprinzip, Konstanz der Lichtgeschwindigkeit etc.) haben sich dieser Annahme zufolge dabei gegenseitig beeinflusst und hatten folgende Konsequenzen: dass Strahlen und Felder als unabhängige Objekte existieren können, dass kein ruhender Äther existiert, und dass bestimmte Strahlungsphänomene für eine ätherlose Korpuskeltheorie (die für sich alleine genommen ebenfalls falsch ist), während andere für die Wellentheorie sprachen – wobei die SRT sowohl mit dem Wellen- als auch dem Teilchenkonzept verträglich ist.

## Gravitationsäther

### Drucktheorien
Der Äther wurde auch bei dem Versuch benutzt, das Gravitationsgesetz durch Zuhilfenahme grundlegender mechanischer Prozesse wie z. B. Stöße zu erklären, ohne auf das Konzept der Fernwirkung zurückgreifen zu müssen.
Nicolas Fatio de Duillier (1690) und Georges-Louis Le Sage (1748) schlugen mit der Le-Sage-Gravitation ein Korpuskelmodell vor und benutzten dabei einen Abschirmungs- oder Abschattungsmechanismus. Ein ähnliches Modell wurde von Hendrik Antoon Lorentz entwickelt, welcher elektromagnetische Strahlen statt Korpuskeln verwendete.
René Descartes (1644) und Christiaan Huygens (1690) benutzten Ätherwirbel zur Erklärung der Gravitation. Robert Hooke (1671) und James Challis (1869) nahmen an, dass jeder Körper Wellen in alle Richtungen emittiert und diese Wellen die anderen Körper anziehen. Isaac Newton (1675) und Bernhard Riemann (1853) schlugen Ätherströme vor, welche in Richtung der Körper strömen und die anderen Körper mitreißen. Wiederum Newton (1717) und Leonhard Euler (1760) schlugen ein Modell vor, in welchem der Äther in der Nähe von Körpern an Dichte verliert, was zu einer Anziehungskraft zwischen diesen führen soll. William Thomson, 1. Baron Kelvin (1871) und Carl Anton Bjerknes (1871) entwarfen ein Modell, in welchem jeder Körper den umgebenden Äther in Pulsation versetzt, und versuchten damit auch die elektrischen Ladungen zu erklären. Diese Modelle konnten sich nicht durchsetzen und werden auch heute nicht mehr als brauchbare Erklärungen der Gravitation angesehen.

### Einsteins neue Definition des Äthers
Das derzeitige Standardmodell zur Beschreibung der Gravitation ohne Fernwirkung ist die 1915 von Einstein vollendete Allgemeine Relativitätstheorie (ART). In einem Brief an Einstein (1916) vermutete nun Lorentz, dass in dieser Theorie im Grunde der Äther wieder eingeführt worden sei. In seiner Antwort schrieb Einstein, dass man durchaus von einem „neuen Äther“ sprechen könne, jedoch dürfe der Bewegungsbegriff nicht auf ihn angewendet werden. Diesen Gedankengang führte er in mehreren semi-populären Arbeiten (1918, 1920, 1924, 1930) weiter.

So schrieb er 1920 in der Arbeit „Äther und Relativitätstheorie“, dass die spezielle Relativitätstheorie den Äther nicht notwendigerweise ausschließe, da man dem Raum physikalische Qualitäten zuschreiben müsse, um Effekte wie Rotation und Beschleunigung zu erklären. Und in der allgemeinen Relativitätstheorie könne der Raum nicht ohne Gravitationspotential gedacht werden, deswegen könne man von einem „Gravitationsäther“ im Sinne eines „Äthers der Allgemeinen Relativitätstheorie“ sprechen. Dieser sei von allen mechanischen Äthermodellen bzw. dem Lorentzschen Äther grundverschieden, da (wie schon im Brief an Lorentz erwähnt) auf ihn der Bewegungsbegriff nicht angewendet werden könne:

„Indessen lehrt ein genaueres Nachdenken, daß diese Leugnung des Äthers nicht notwendig durch das spezielle Relativitätsprinzip gefordert wird. […] Nach der allgemeinen Relativitätstheorie ist der Raum mit physikalischen Qualitäten ausgestattet; es existiert also in diesem Sinne ein Äther. Gemäß der allgemeinen Relativitätstheorie ist ein Raum ohne Äther undenkbar; denn in einem solchen gäbe es nicht nur keine Lichtfortpflanzung, sondern auch keine Existenzmöglichkeit von Maßstäben und Uhren, also auch keine räumlich-zeitlichen Entfernungen im Sinne der Physik. Dieser Äther darf aber nicht mit der für ponderable Medien charakteristischen Eigenschaft ausgestattet gedacht werden, aus durch die Zeit verfolgbaren Teilen zu bestehen; der Bewegungsbegriff darf auf ihn nicht angewendet werden.“

Und 1924 in der Arbeit „Über den Äther“ verwendete Einstein für jedes außerhalb der Materie existierende Objekt mit physikalischen Eigenschaften den Begriff Äther. So sei Newtons absoluter Raum der „Äther der Mechanik“, dem später der „Äther der Elektrodynamik“ von Maxwell und Lorentz mit seinem absoluten Bewegungszustand folgte. Auch die spezielle Relativitätstheorie verwende einen „Äther der Elektrodynamik“, doch im Gegensatz zu Newtons absoluten Raum bzw. dem klassischen Lichtäther existiert in diesem Äther kein bevorzugter Bewegungszustand mehr – allerdings müsse weiterhin von einem bevorzugten Beschleunigungszustand gesprochen werden. Dabei sei der Äther der SRT, wie der Äther der Elektrodynamik, als absolut zu bezeichnen, da die in ihm auftretenden raum-zeitlichen bzw. relativistischen Effekte nicht von der Materie mitbestimmt werden. Dieser „absolute Äther“ sei erst durch den „Äther der allgemeinen Relativitätstheorie“ abgeschafft worden, wo dessen Eigenschaften durch die Materie mitbestimmt werden:

„Auch nach der speziellen Relativitätstheorie war der Äther absolut, denn sein Einfluss auf Trägheit und Lichtausbreitung war als unabhängig gedacht von physikalischen Einflüssen jeder Art. […] Der Äther der allgemeinen Relativitätstheorie unterscheidet sich also von demjenigen der klassischen Mechanik bezw. der speziellen Relativitätstheorie dadurch, dass er nicht ‚absolut‘, sondern in seinen örtlich variablen Eigenschaften durch die ponderable Materie bestimmt ist.“

Er fasste schließlich noch einmal seine neue Definition des „Äthers“ zusammen:

„Aber selbst wenn diese Möglichkeiten zu wirklichen Theorien heranreifen, werden wir des Äthers, d. h. des mit physikalischen Eigenschaften ausgestatteten Kontinuums, in der theoretischen Physik nicht entbehren können; denn die allgemeine Relativitätstheorie, an deren grundsätzlichen Gesichtspunkten die Physiker wohl stets festhalten werden, schliesst eine unvermittelte Fernwirkung aus; jede Nahewirkungs-Theorie aber setzt kontinuierliche Felder voraus, also auch die Existenz eines ‚Äthers‘.“

Die Übereinstimmung dieses relativistischen Ätherbegriffs mit den klassischen Äthermodellen bestand also nur im Vorhandensein physikalischer Eigenschaften im Raum. Deswegen ist auch (z. B. gemäß John Stachel) die Annahme zu verneinen, dass Einsteins neuer Ätherbegriff im Widerspruch zu seiner vorherigen Verwerfung des Äthers stehe. Denn wie Einstein selbst ausführte, kann wie von der SRT gefordert auch weiterhin nicht von einem stofflichen Äther im Sinne der newtonschen Physik gesprochen werden, und auch der Bewegungsbegriff kann auf ihn nicht angewendet werden. Nun ist diese Übereinstimmung mit dem klassischen Äther zu gering, als dass sich dieser neue Ätherbegriff in der Fachwelt hätte durchsetzen können. Auch im Rahmen der ART wird er bis heute nicht verwendet.

## Deutsche Physik
Der Ätherbegriff wurde später auch im Rahmen der sogenannten Deutschen Physik benutzt bzw. aus ideologischen Gründen missbraucht, wie sie schließlich von den Nationalsozialisten vertreten wurde. Es wurde hier eine mechanische und vor allem anschauliche Begründung der Physik gefordert. So sprach Philipp Lenard schon (1923) von dem Äther, welcher von der Erde mitgeführt werde, und vom „Uräther“, welcher von der Erdbewegung unbeeinflusst sei. Damit glaubte Lenard, sowohl das (scheinbare) Relativitätsprinzip als auch die Gravitation erklären zu können.
Diese Theorie konnte sich nicht einmal in Kreisen der Deutschen Physik durchsetzen, was im Münchner Religionsgespräch (1940), bei dem eine gewisse Annäherung zur Relativitäts- und Quantentheorie erreicht wurde, besonders zum Ausdruck kam.

## Äther und moderne Physik
Neben den erwähnten Ansätzen Einsteins bezüglich der ART versuchten auch andere Physiker den Ätherbegriff in die moderne Physik zu übertragen, beispielsweise formulierte Herbert E. Ives eine lorentzsche Interpretation der SRT. Paul Dirac interpretierte für einige Zeit den von ihm postulierten Dirac-See als quantenmechanischen Äther. Diese Formulierungen konnten sich allesamt nicht durchsetzen.
Es gibt Phänomene, welche von manchen Physikern immer noch als Analogien zum Ätherbegriff gesehen werden. In seiner Nobelpreisrede (2006) erwähnte George F. Smoot, dass das Bezugssystem, in dem die kosmische Mikrowellenstrahlung isotrop ist, als Äther bezeichnet werden könnte („Neue Ätherdrift-Experimente“). Smoot stellte klar, dass hier kein Widerspruch zur SRT und dem Michelson-Morley-Experiment vorliegt, da die Bevorzugung dieses Bezugssystems nur zur Vereinfachung der Beschreibung der Expansion des Universums erfolgt. Meinungen außerhalb des wissenschaftlichen Mainstreams werden weiterhin von den Nobelpreisträgern Robert B. Laughlin und Frank Wilczek vertreten, wonach auch in der modernen Physik – vor allem mit Blick auf das Quantenvakuum – von einem Äther gesprochen werden kann.
Weil die Existenz des Äthers schon seit Jahrzehnten als wissenschaftlicher Irrtum gilt, wird er in den meisten modernen Lehrbüchern kaum oder nicht erwähnt. In Ausnahmefällen wird die gegenwärtig an Universitäten meist vertretene Lehrmeinung ziemlich deutlich zum Ausdruck gebracht. Beispielhaft dafür sind die vielen Aussagen und Bemerkungen im „Gerthsen“, einem weit verbreiteten deutschen Lehrbuch der Physik, auch in der Auflage aus dem Jahr 2006. Darüber hinaus gibt es auch weiterhin Stimmen, welche die Relativitätstheorie bzw. die Verwerfung des mit einem Bewegungszustand ausgestatteten Äthers ablehnen, doch diese Meinungen spielen in der Fachwelt keine Rolle mehr, siehe Kritik an der Relativitätstheorie.

## Weitere Ätherbegriffe

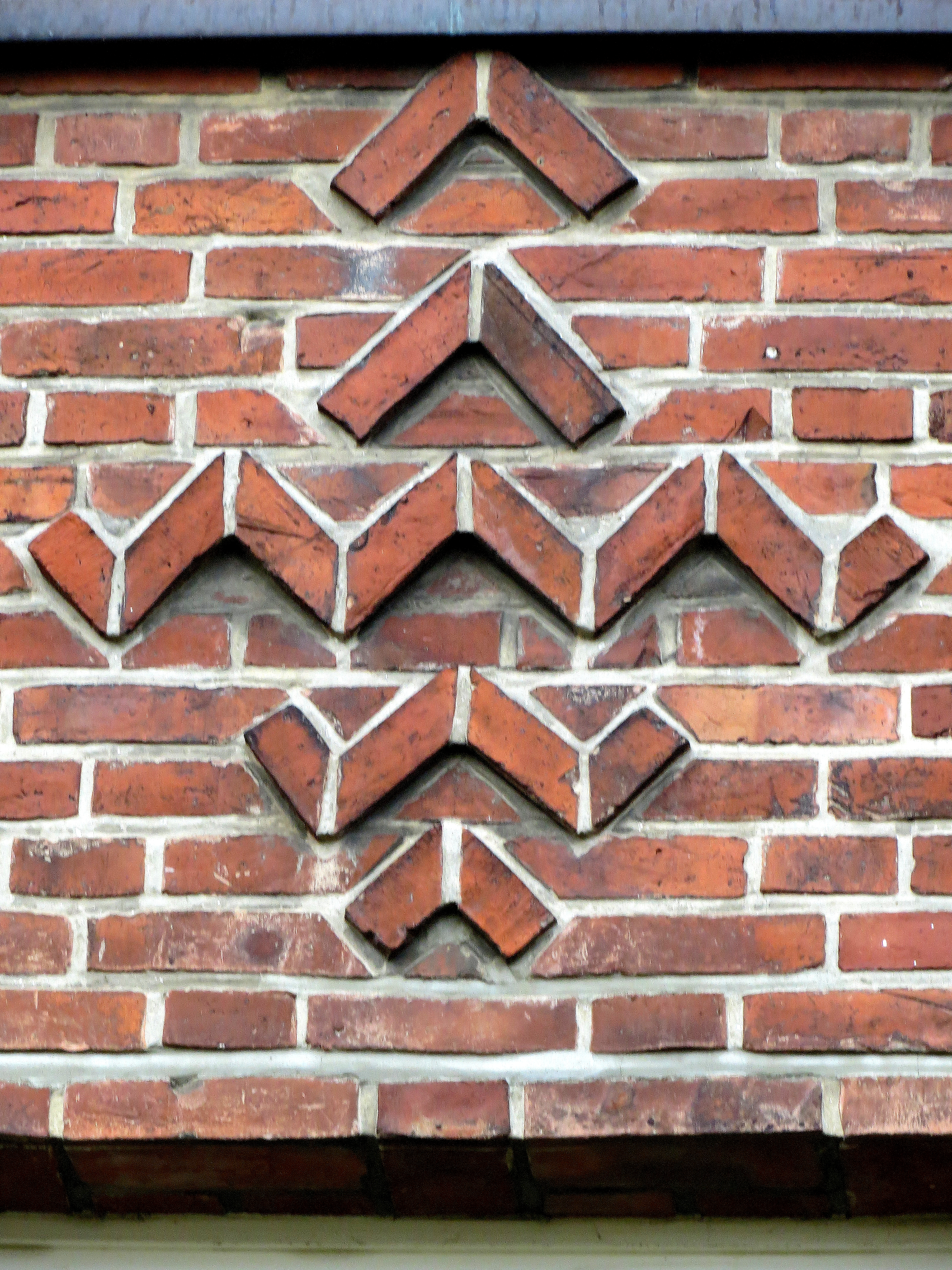
Ätherwellen-Zeichen über dem alten Haupteingang am ehemaligen Sendegebäude des Senders Flensburg

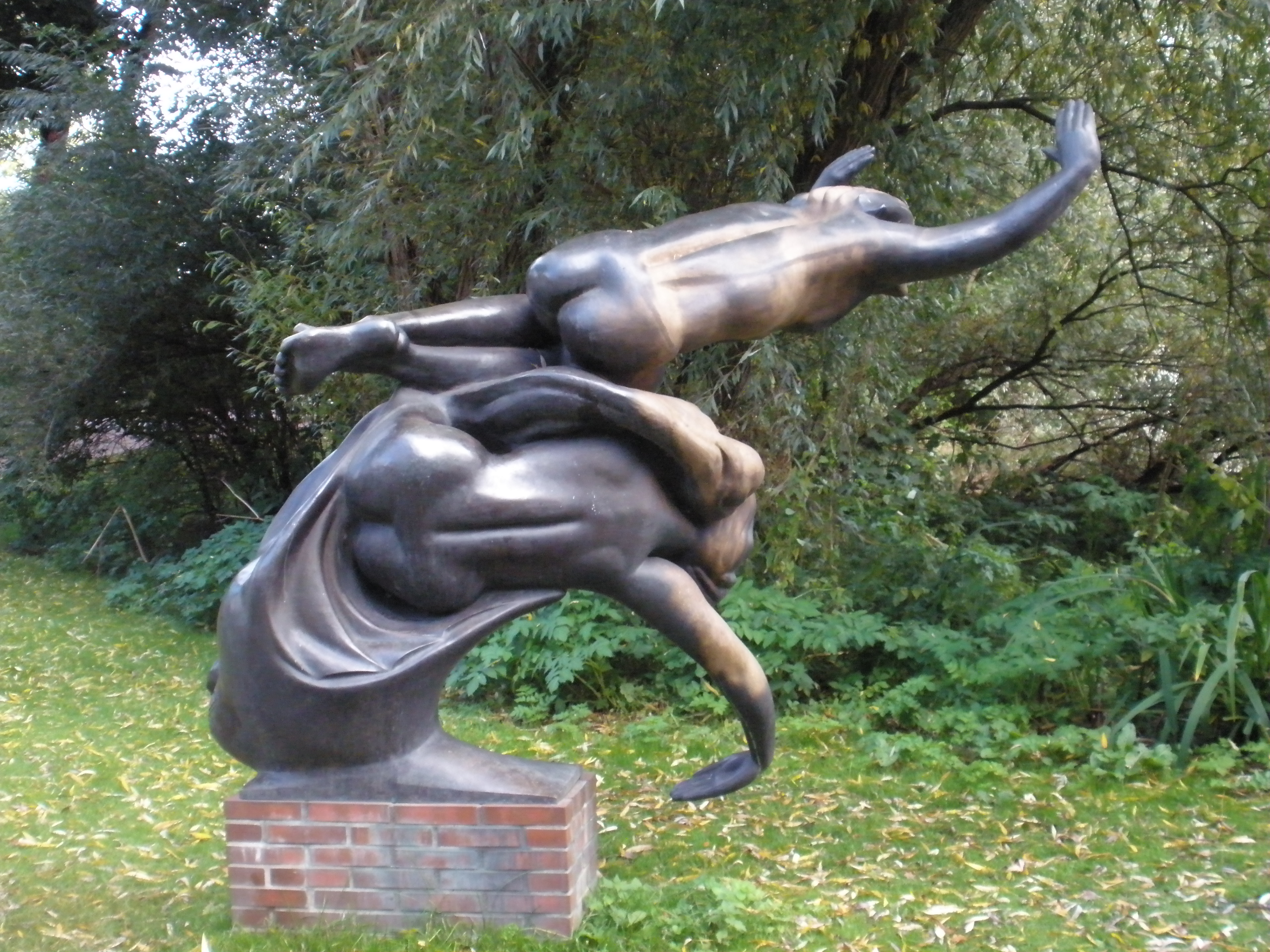
Ätherwelle für Heinrich Hertz im Eichenpark des Hamburger Bezirks Eimsbüttel

- Aether, auch Ether, ist das englische Wort für Äther.
- Äther ist allgemein ein historisches Synonym für das Medium Funk.
- Ätherwellen wurden deshalb die elektromagnetischen Wellen des Funks genannt.
- Ätherwelle ist der Name einer Bronzefigur des Bildhauers Friedrich Wield im Hamburger Bezirk Eimsbüttel. Sie erinnert an den Physiker und Sohn der Stadt Heinrich Hertz (1857–1894), dem 1886 der Nachweis von elektromagnetischen Wellen gelang.
- Ethernet als ein von einem bestimmten Medium unabhängiges Software- und Hardware-Protokoll, das u. a. von Robert Metcalfe am Xerox Palo Alto Research Center (PARC) erstmals beschrieben wurde und auf dem funkbasierten ALOHAnet an der Universität auf Hawaii aufbaute.
- Ether als Name des Koaxialkabels, das erstmals für die technische Realisierung des Ethernet-Protokolls verwendet wurde. Passend dazu hießen die ersten Computer, für die Ethernet-Controller gebaut wurden, Michelson und Morley.
- Ether ist eine Währung im Ethereum-Netzwerk